# Lígia Maria de Castro Marcondes Machado
Lígia Maria de Castro Marcondes Machado (Belo Horizonte, 1948 – São Paulo, 1997) foi uma psicóloga e professora do IPUSP Instituto de Psicologia da Universidade de São Paulo. Orientou diversas dissertações de mestrado e teses de doutorado. Conduziu e orientou projetos de pesquisa e publicou vários artigos científicos no campo do behaviorismo radical. Participou ativamente das atividades da ADUSP (Associação dos Docentes da Universidade de São Paulo). Foi casada e teve um filho. Faleceu em 1997 em decorrência de um câncer.

## Biografia
Lígia era mineira, nascida em Belo Horizonte. Formou-se em Psicologia na Universidade Federal de Minas Gerais. Lecionou psicologia na Pontifícia Universidade Católica de Minas Gerais no começo da década de 1970. Foi morar em São Paulo onde fez mestrado e doutorado na USP (Universidade de São Paulo). Foi orientada em seu mestrado pela Profa. Maria Amélia Matos na USP e, em 1975, defendeu a dissertação Efeitos da Retirada de Períodos de S (▲) apresentados após o reforçamento sobre comportamento mantido em FR. Teve a mesma orientadora de doutorado na USP e, em 1980, defendeu a tese Efeitos de algumas variáveis sobre o desempenho mantido em razão fixa. Teve participação ativa na ADUSP. Quando do seu falecimento, em 1997, foi publicado um texto obituário no Boletim da ADUSP, assinado por Zilda Lokoi.

## Publicações
1. Machado, L.M.C.M. & Matos, M.A. (1990). O laboratório em cursos de graduação em psicologia: buscando treinar atitudes. Ciência e cultura, Vol.42, no.9, 647-652.
2. Machado, L.M.C.M. (1997). Consciência e Comportamento Verbal. Psicologia USP. Vol.8, n.2, 101-108. doi: 10.1590/S0103-65641997000200005.[4]

## Dissertações e teses orientadas
1. Dobrianskyj, L.N.W.  Weber, Sucessão de respostas em ratos : análise do procedimento de treino. 206f. Dissertação de mestrado apresentada ao Instituto de Psicologia da Universidade de São Paulo, São Paulo, 1988. [5]
2. Simonassi, L.E. Teoria do seguimento do reforço: um estudo paramétrico. 90f. Tese de doutorado apresentada ao Instituto de Psicologia da Universidade de São Paulo, São Paulo, 1989. [6]
3. Ximenes, H.S.  Desempenho esquemas mistos e múltiplos de reforcamento : efeitos da manipulação da exigência temporal. 74f. Dissertação de mestrado apresentada ao Instituto de Psicologia da Universidade de São Paulo, São Paulo, 1989. [7]
4. Tomanari, G.A.Y. Manutenção de respostas de observação em pombos. Tese de doutorado apresentada ao Instituto de Psicologia da Universidade de São Paulo, São Paulo, 1997.